# Vinkenauge
Vinkenaugen (niederdeutsch Vinkenogen, lateinisch vincones, parvi denarii slavicales), auch Finkenaugen wurden die kleinsten vom 13. bis zum 15. Jahrhundert vor allem in Pommern geprägten Münzen genannt. Die Herkunft des Namens ist nicht geklärt, möglicherweise ist er vom lateinischen vincones abgeleitet.  Eine andere Erklärung ist die, dass der auf die Münzen geprägte Greif häufig für einen Finken angesehen wurde.
1279 wurden die Vinkenaugen erstmals in Pommern urkundlich erwähnt. In der Mark Brandenburg wurden sie 1304 und in Mecklenburg 1357 genannt. In Pommern waren sie zeitweise die einzigen Rechnungsmünzen. Herzog Bogislaw X. untersagte 1489 in seiner Münzordnung das Prägen von Vinkenaugen. Trotzdem blieben sie noch über Jahrzehnte, vor allem im Bereich Wollin-Cammin, als alte Stettiner Münzen im Umlauf.
Geringere Mengen dieser Münzen wurden auch in Brandenburg und der Lausitz sowie vom Deutschen Orden in Ostpreußen und Pommern-Stolp hergestellt.
Die Münzen waren meist zweiseitig geprägt (geschlagen). Die Prägung stellte einen Greifen oder den Kopf eines Greifen dar. Die Vinkenaugen wogen durchschnittlich 0,26 Gramm. Die oval geformten Pfennige hatten einen Durchmesser bis etwa 10 Millimeter. Der Silberanteil lag bei etwa 195/1000.
In Mecklenburg wurde ihr Wert um 1380 mit einem halben lübischen Pfennig angesetzt. In Pommern lag ihr Wert um 1520 bei 4 Mark Vinkenaugen für 3 Sundische Mark.